# 武攀鳳
武攀鳳（？—？），清朝武官官員，江蘇江寧府上元縣（今江蘇省南京市）人。
嘉慶十六年（1811年）武進士。授藍翎侍衛。二年期滿，以守備外用。道光四年（1824年）六月選補福建陸路提標後營守備。道光八年（1828年）四月調補臺灣鎮標左營守備。道光十年（1830年）正月提補噶瑪蘭營都司，同年十二月因在海外不甚相宜，撤回內地候補。
道光十二年（1832年）二月，補閩浙督標中軍都司。道光十六年（1836年）十一月，補陸路提標前營遊擊。道光二十二年（1842年）五月，升任同安營參將。道光二十四年（1844年）三月署閩浙督標中軍副將。同年六月，升補山東登州鎮總兵。道光二十五年（1845年）正月，轉任福建臺灣鎮總兵。道光二十八年（1848年）十一月，因“廢弛營伍”，部議革職。